# Treehouse of Horror XXVII
Treehouse of Horror XXVII é o quarto episódio da vigésima oitava temporada da série de animação de comédia The Simpsons, sendo exibido originalmente na noite de 16 de Outubro de 2016 pela Fox Broadcasting Company (Fox) nos Estados Unidos. Esse episódio da série em geral dos Simpsons é de número 600.
Escrito por Joel H. Cohen e dirigido por Steven Dean Moore, é o vigésimo sétimo episódio de Treehouse of Horror, série de especiais de dia das bruxas.

## Enredo

### Sequência de Abertura
Homer leva a família a comprar uma árvore de natal na noite de Halloween com a desculpa de que "na América, o caminho de tudo muito cedo". No natal árvores muito, a família é surpreendido por Sideshow Bob, Kang e o fantasma de Frank Grimes, que querem obter a sua vingança contra a família Simpson. No entanto, um Leprechaun aparece e convence o trio para dançar. Maggie pega uma faca e corta suas cabeças e o titulo da série saiu roxa já que misturou o sangue do Sideshow Bob e do Leprechaun que é vermelha e do alienígena Kang é azul.
Após a tela de título, Frank coloca a cabeça para trás e perguntas sobre "parar essas pessoas". A tela é então preenchido com clipes todos os episódios até agora e um contador vai de 0 a 600. Frank, em seguida, diz que no inferno, eles fazem você assistir a todos os episódios seguidos.

### Duro de Seca
O segmento ocorre em um Springfield pós-apocalíptico, onde a cidade tem completamente ficado seca, e muito pouca água há ainda é muito caro. Sr. Burns, que controla toda a água na cidade faz um anúncio para eles, dizendo que uma criança de cada bairro tem de participar em uma batalha até a morte, e quem ganha será premiado com um dia no reservatório Burns. Lisa é o filho selecionado do bairro Nevergreen Terrace, e ela logo encontrou seu treinador, Homish. Na batalha, Ralph morre antes do início do evento, como ele foi explodido quando ele saiu da área.
Mais tarde, dois rapazes conseguem seduzir Lisa, mas Homish mata-los. Mais tarde, Homish cai em uma armadilha e é cercado por outros concorrentes, mas Lisa convence-los de que eles não têm que matar uns aos outros. Ela também convence a população de Springfied a se voltar contra o Sr. Burns. Eles libertar todas as crianças a partir da cúpula e destruir reservatório Burns, que imediatamente arrepender como a água foi completamente desperdiçado. No entanto, a água que escapou do reservatório causou uma chuva, que causou uma inundação e mais tarde uma idade do gelo.

### Melhores Amigas para Sempre Descanse em Paz
Lisa está brincando de esconde-esconde com Janey, quando um cortador de grama liga e mata Janey. Em seu funeral, Sherri e Terri dizer que, como Lisa perdeu seu amigo em uma tragédia e agora é interessante, ela pode ser seu amigo, mas eles estão imediatamente esmagado por uma lápide caindo. Para esquecer o trauma de perder três amigos em dois dias, Lisa vai a um psiquiatra, que diz a Lisa que ela pode pensar nela como sua melhor amiga, mas o médico é morto por uma pintura caindo.
No funeral do médico, Lisa começa a ser investigada para o assassino de seus amigos. A polícia encontra brilho unha polonês no quarto de Lisa e afirma que ele foi encontrado em todos os quatro cenas de crime. Lisa revela que ela apenas utilizado com seu ex-amigo imaginário Rachel, mas ela finalmente superou ela.
No dia seguinte, o ônibus da escola, todas as crianças temem Lisa exceto Milhouse, mas Rachel aparece e asfixia-lo com um saco plástico. Chefe Wiggum vê Lisa no ônibus e prende-la. Na cadeia, Lisa menciona que Marge estava certo sobre Rachel, que enfuriates-la ainda mais. Lisa logo percebe que Rachel vai tentar matar Marge e escapa a prisão com a ajuda de Bart.
Lisa chega em casa a tempo de salvar Marge de ser morto e Rachel revela seu plano para matar todos que Lisa ama e as pessoas vão culpar Lisa que ninguém pode vê-la. Rachel tenta matar Homer, mas ele ocupa a com seu amigo imaginário: Sargento Salsicha. Lisa, então, percebe que, como Rachel só existe na sua imaginação, ela pode transformá-la em qualquer coisa que ela quer, então ela se vira Rachel em sua própria mãe, que é casada com um dentista e acaba desaparecendo e no final Homer comer seu amigo imaginário, Sargento Salsicha como sacrifício.

### 007 contra Moefinger
Bart está sendo perseguido por Dolph, Jimbo e Kearney quando ele entra Taverna do Moe através de um backdoor. Moe aparece, incapacita as intimidações e abre um esconderijo secreto debaixo da taverna, revelando que todos os biriteiros (como Lenny, Carl, Barney) são, na verdade, agentes secretos salvar o mundo. Ele então revela que ele quer Bart para tomar o lugar de Homer, como ele era um dos seus melhores homens que estava perdido em ação.
Mais tarde, eles recebem informações sobre seu próximo alvo: Remoh Industries, uma empresa multi-bilionário e o novo proprietário da Duff Stadium. Na empresa, eles arrombam e descobrir que o chefe da empresa é Homer. Ele então revela que ele criou uma máquina lava para fazer toda a rendição mundo para ele e ele queria que toda a cerveja para comemorar. Quando os agentes iam atacar Homer, ele envia varias de pessoas de Springfield para combatê-los, Bart consegue escapar a luta vivo e mata o próprio pai.